# 나카조역
나카조역(일본어: 中条駅)은 일본 니가타현 다이나이시에 위치한 동일본 여객철도 · 일본화물철도 우에쓰 본선의 철도역이다. 단선 · 섬식의 형태를 합친 2면 3선 구조의 복합 승강장을 갖춘 지상역이다.

## 타는 곳
| 1 | ■ 우에쓰 본선 | 상행 | 시바타 · 니쓰 · 니가타 방면     |
| 2 | ■ 우에쓰 본선 |      | (대피선)                        |
| 3 | ■ 우에쓰 본선 | 하행 | 무라카미 · 사카타 · 오구니 방면 |

## 이용 현황
| 승차 인원 추이 | 승차 인원 추이 |
| 연도           | 1일 평균       |
| -------------- | -------------- |
| 1965           | 2,038          |
| 1970           | 1,797          |
| 1975           | 1,761          |
| 2000           | 1,596          |
| 2001           | 1,504          |
| 2002           | 1,449          |
| 2003           | 1,444          |
| 2004           | 1,414          |
| 2005           | 1,368          |
| 2006           | 1,326          |
| 2007           | 1,330          |
| 2008           | 1,300          |
| 2009           | 1,254          |
| 2010           | 1,236          |
| 2011           | 1,213          |
| 2012           | 1,232          |
| 2013           | 1,261          |

## 나카조 오프레일 스테이션
나카조 오프레일 스테이션은 JR 화물 나카조 역에 속해, 역사의 남쪽에 있는 컨테이너 집배기지이다. 니가타 화물 터미널 역과의 사이로 트렁크 편이 하루 3.5회 왕복 운행되고 있다.
예전에는 컨테이너도 열차로 수송되었지만, 1996년 3월부터 트렁크 대행으로 되어, 자동차 대행역으로 되었다.

## 역 주변
- 국도 제7호선
- 다이나이 시청

## 인접 역
| 동일본 여객철도 우에쓰 본선 | 동일본 여객철도 우에쓰 본선                 | 동일본 여객철도 우에쓰 본선 |
| --------------------------- | ------------------------------------------- | --------------------------- |
| 시바타 니가타 방면          | □ 특급 '베니바나' '라쿠라쿠트레인 무라카미' | 사카마치 아키타 방면        |
| 가나즈카 니쓰 방면          | ■ 보통                                      | 히라키다 아키타 방면        |